# Gare de Pont-sur-Yonne
La gare de Pont-sur-Yonne est une gare ferroviaire française de la ligne de Paris-Lyon à Marseille-Saint-Charles, située à proximité du centre-ville, sur le territoire de la commune de Pont-sur-Yonne, dans le département de l'Yonne, en région Bourgogne-Franche-Comté.
Elle est mise en service en 1849 par l'État français. C'est une gare de la Société nationale des chemins de fer français (SNCF), desservie par des trains TER Bourgogne-Franche-Comté.

## Situation ferroviaire
Établie à 71 m d'altitude, la gare de Pont-sur-Yonne est située au point kilométrique (PK) 101,321 de la ligne de Paris-Lyon à Marseille-Saint-Charles, entre les gares de Champigny-sur-Yonne et de Sens.

## Histoire
La création d'une station à Pont-sur-Yonne est incluse dans le tracé d'une section de la ligne de Paris à Lyon ; elle est construite par l'État lorsqu'il effectue les travaux du tronçon de Montereau à Tonnerre. Sa mise en service intervient le 12 août 1849, avec l'ouverture au trafic de la section de Paris à Tonnerre par l'État qui après avoir effectué les travaux rétrocède cette voie en 1852 à la Compagnie du chemin de fer de Paris à Lyon (PL).
La gare entre, avec la ligne, dans le giron de la Compagnie des chemins de fer de Paris à Lyon et à la Méditerranée (PLM) lors de sa création en 1857.
Au début du XXe siècle, la mise à quatre voies de la ligne impose la destruction du bâtiment voyageurs d'origine.
Un incendie détruit en partie le bâtiment voyageurs en 2004. Des travaux de reconstruction pour une valeur d'environ un million d'euros sont entrepris en 2007. Le 9 septembre 2009 a lieu l'inauguration du bâtiment reconstruit à l'identique dans un style régionaliste « inspiré de la gare de Trouville - Deauville ».

## Service des voyageurs

### Accueil
Halte SNCF, elle dispose d'un bâtiment voyageurs fermé au public. C'est un point d'arrêt non géré (PANG) équipé de trois quais desservant les quatre voies. Elle est équipée de distributeurs automatique de billets TER.

### Desserte
Pont-sur-Yonne est desservie par des trains TER Bourgogne-Franche-Comté qui effectuent des missions entre les gare d'Auxerre-Saint-Gervais et de Villeneuve-la-Guyard, ainsi qu'entre les gares de Laroche - Migennes et de Paris-Lyon.

### Intermodalité
Un parking pour les véhicules est aménagé.